# Église Saint-Martin de Maillé
Pour les articles homonymes, voir Église Saint-Martin.
L'église Saint-Martin de Maillé est l'église paroissiale de la commune de Maillé, dans le département français d'Indre-et-Loire.
L'édifice, datant du XIe siècle mais largement reconstruit et agrandi aux XIIe et XVe siècles, est inscrit au titre des monuments historiques en 1962.

## Localisation
Occupant la partie méridionale du bourg de Maillé, l'église observe l'orientation la plus habituelle pour les édifices du culte catholique avec le chœur tourné vers l'est et la nef ouverte à l'ouest.
L'église est rattachée à la paroisse Notre-Dame-en-Bouchardais.

## Histoire
L'église, dont la phase initiale de construction date du XIe siècle, est très largement reprise au siècle suivant. Enfin, au XVe siècle, le chœur à chevet plat est reconstruit et une chapelle seigneuriale est ajoutée au sud de la nef.
L'édifice est inscrit au titre des monuments historiques par arrêté du 18 juin 1962.

## Description

### Architecture

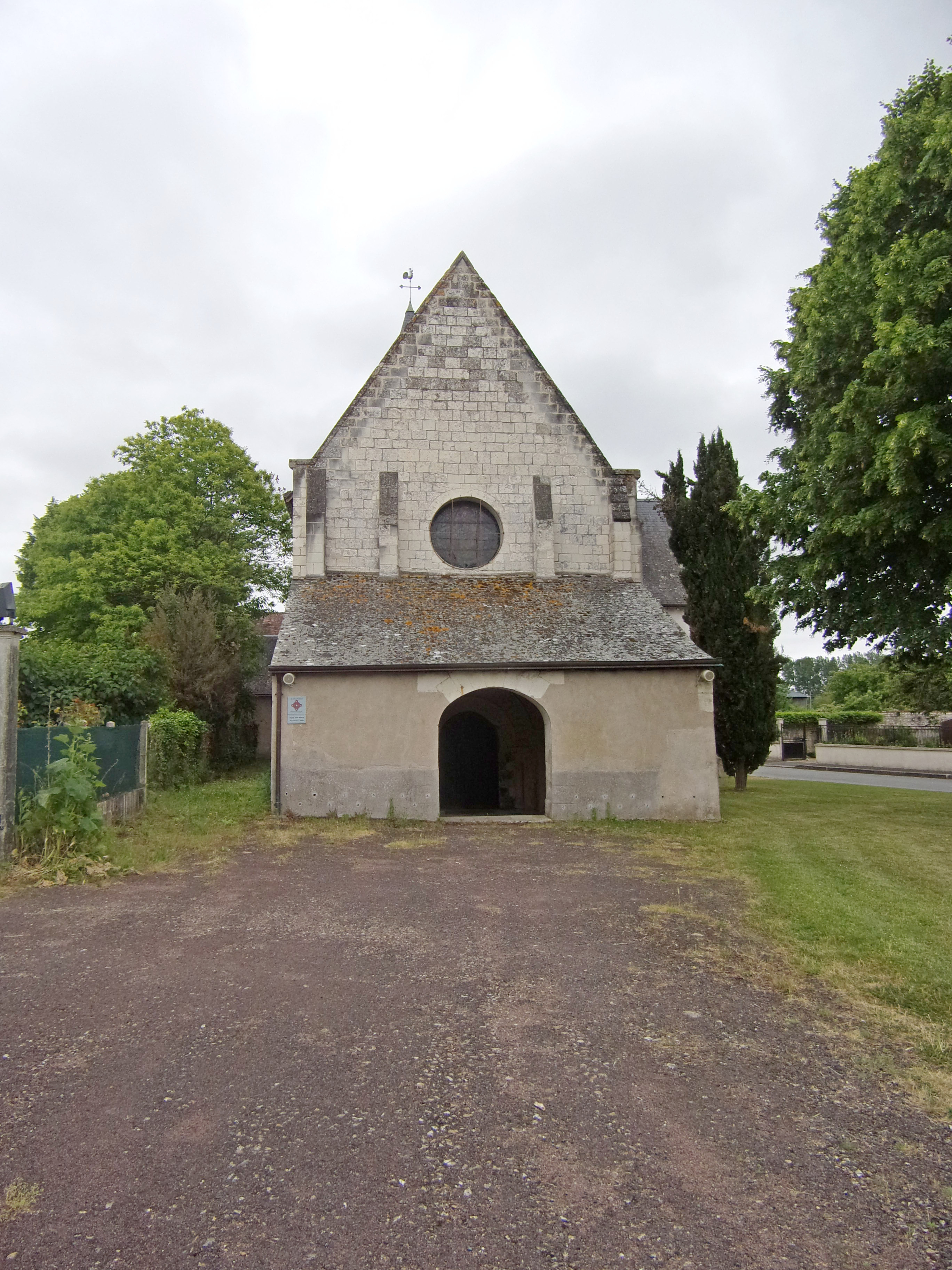
Façade de l'église.

Le mur gouttereau nord de la nef, en petit appareil percé de baies en plein cintre, est le seul vestige d'un édifice datable du XIe siècle. Le mur sud et la façade occidentale sont reconstruits au XIIe siècle et restaurés au XVe siècle. La façade, soutenue par quatre contreforts plaqués, est protégée par un porche dont le mur nord est également datable du XIe siècle. Les vantaux de la porte ouverte dans la façade de l'église sont décorés de têtes de clous et de motifs pentagonaux.
Le chœur, terminé par un chevet plat, se compose de deux travées éclairées des baies en plein cintre. La baie percée dans le chevet, par contre, est gothique. Ce chœur, plus large que la nef qu'il prolonge, comporte un contrefort massif à chacun de ses angles. Sa voûte repose sur des arcs brisés.
La chapelle est voûtée sur croisée d'ogives.

### Décor et mobilier
Une pierre des morts, ou pierre d'attente, est disposée à l'extérieur de l'édifice.
Quatre éléments du mobilier figurent dans l'inventaire des objets protégés au titre des monument historiques.
Une statue de Vierge à l'Enfant, exécutée par Gaston Watkin, prend place dans la chapelle sud ;  Inscrit MH (1926).
Un bas-relief en hommage aux victimes du massacre de Maillé, en calcaire sculpté par Gaston Watkin et Marguerite Griset est apposé contre le mur nord de la nef ;  Inscrit MH (2007).
Un autel-tombeau, sculpté par Guillaume Gillet, est installé dans la chapelle sud ;  Inscrit MH (2007).
Une statue représentant sainte Barbe, en bois sculpé peint au XVIIIe siècle, occupe une nef ménagée dans le mur de la nef à l'entrée de la chapelle sud ;  Inscrit MH (2007).

## Pour en savoir plus